# Dante da Maiano
Dante da Maiano (Maiano, XIII secolo – ...) è stato un poeta e trovatore italiano  della seconda metà del Duecento. Esponente della poesia siculo-toscana, ebbe rapporti poetici con Dante Alighieri.

## Biografia
Di Dante da Maiano nulla si conosce, fuorché quello che si può ricavare dal suo canzoniere, tramandatoci in un'unica redazione nei libri VII e XI della Giuntina di rime antiche. Nativo del borgo di Maiano, allora villaggio autonomo ma oggi facente parte di Fiesole, dovette probabilmente nascere intorno alla metà del XIII secolo (quindi coevo dell'altro Dante, cioè l'Alighieri), se teniamo conto come vera la scoperta archivistica di Giovanni Bertacchi, scopritore di un atto notarile del 1301 in cui si cita il suo nome.
Ebbe una felice storia d'amore con la prima poetessa in lingua volgare, Nina Siciliana.

## L'opera
I soli componimenti in volgare italiano attribuiti al poeta noto come Dante da Maiano si trovano nella cosiddetta Giuntina di rime antiche, ovvero nella cinquecentina dal titolo Sonetti e canzoni di diversi antichi autori toscani in dieci libri raccolte, stampata a Firenze nel 1527. Si tratta di due canzoni, cinque ballate, trentanove sonetti e diverse rime di corrispondenza dalla dubbia attribuzione, alcune delle quali vengono inviate ad una tale Monna Nina. Gli unici testi trasmessi dai manoscritti sotto il nome di Dante da Maiano sono tuttavia due sonetti (Las, ço qe m'es al cor plus fins e gars e Sel fis amors ten el meu coragge) in lingua d'oc tràditi dal canzoniere provenzale siglato c (Laurenziano XC. inf. 26). La fisionomia stilistica che traspare dai testi italiani sembra essere quella di un epigono della scuola siculo-toscana, caratterizzato da «uno straordinario arcaismo provenzaleggiante e sicilianeggiante, vero cibreo....non privo di grazia», rendendolo di fatto l'esponente più conservator di questo gruppo di rimatori "di transizione" tra i siculo-toscani e lo stilnovo di cui facevano parte Monte Andrea, Rustico di Filippo e altri. È nota, in particolare, la sua tenzone poetica con Dante Alighieri, da collocare, secondo la critica, agli anni precedenti la composizione della Vita Nuova.